# Marginaspis affinis
Marginaspis affinis är en insektsart som först beskrevs av Leonardi 1914.  Marginaspis affinis ingår i släktet Marginaspis och familjen pansarsköldlöss. Inga underarter finns listade i Catalogue of Life.